# Falcònids
La família dels falcònids (Falconidae) està formada per 65 espècies d'aus rapinyaires d'hàbits diürns.

## Morfologia
- Es diferencien dels accipítrids perquè posseeixen un ganxo (dent) a la mandíbula superior.
- En els orificis nasals posseeixen un tubercle que actua com a tanca de pressió i que entra en funcionament quan l'ocell es llança en picat a gran velocitat.
- Tenen les ales punxegudes i la cua llarga.

## Taxonomia
Aquesta família s'ha classificat tradicionalment al costat de les altres famílies de rapinyaires diürns, però la tendència actual és a considerar-la l'única família de l'ordre Falconiformes; s'apunta, a més, que estan més prop dels Passeriformes que no dels Accipitriformes.
La subdivisió en subfamílies també ha rebut algunes reestructuracions i si anteriorement es classificaven els caracaràs juntament amb els falcons selvàtics, arran els estudis genètics de principi del segle xxi, s'obtenen uns cladogrames on els gèneres Herpetotheres i Micrastur formarien un clade diferenciat de la resta dels falcònids, apropant els caracaràs als típics falcons. Basant-se en aquests treballs s'han dividit els falcònids en 2, 3 o 4 subfamílies, que contindrien, segons la classificació del Congrés Ornitològic Internacional (versió 2.11, 2011) 11 gèneres amb 65 espècies:
- Subfamília Falconinae, amb 9 gèneres i 57 espècies.
  - Tribu Caracarini, amb 6 gèneres i 11 espècies.
    - Caracara amb dues espècies.
    - Daptrius, amb una espècie: caracarà negre.
    - Ibycter, amb una espècie: caracarà gorja-roig.
    - Milvago, amb dues espècies.
    - Phalcoboenus, amb 5 espècies.
    - Spiziapteryx, amb una espècie: falconet alatacat.

  - Tribu Falconini, amb 3 gèneres i 46 espècies.
    - Falco, amb 39 espècies.
    - Microhierax, amb 5 espècies.
    - Polihierax, amb dues espècies.
- Subfamília Herpetotherinae, amb dos gèneres i 8 espècies.
  - Herpetotheres, amb una espècie: falcó rialler.
  - Micrastur, amb 7 espècies.